# 春日部市立幸松小学校
春日部市立幸松小学校（かすかべしりつ こうまつしょうがっこう）は、埼玉県春日部市八丁目に位置する公立小学校。

## 歴史
幸松小学校の起源は1872年（明治6年）に遡り、大字牛島の寺院に牛島学校、大字不動院野の大乗院 （廃寺、現在の東不動院野集会所がある場所）に文友学院、大字小淵の観音院に小淵学校がそれぞれ設立された。
1891年（明治25年）5月1日には幸松尋常小学校となり、翌月に大字樋籠字樋堀に移転され、校地が統合された。
1941年（昭和16年）に幸松国民学校、1947年（昭和22年）に幸松小学校と名称を改めた後、幸松村が合併に伴い春日部市となったことで、春日部市立幸松小学校となる。1958年（昭和33年）には大字八丁目の現在地に移転した。

## 所在地
- 埼玉県春日部市八丁目353-1